# 皇甫姓
皇甫姓，為漢姓的複姓之一，在華人地區與朝鮮均有此姓氏。

## 起源
- 出自西周。西周宣王太師皇父（公兼官，謂三公而兼卿士之官[1]）的後代以「皇甫」为姓，称皇甫氏。[2]
- 出自子姓，東周時期，宋國宋戴公之子皇父充石，其子孫便以祖宗之字為姓，之後又將「皇父」改為「皇甫」。[2]

## 朝鲜
- 黃州皇甫氏（朝鲜语：황주 황보씨）
- 永川皇甫氏

## 延伸阅读
[在维基数据编辑]
 《百家姓》
 《欽定古今圖書集成·明倫彙編·氏族典·皇甫姓部》，出自陈梦雷《古今圖書集成》